# 105 mm haubica L118

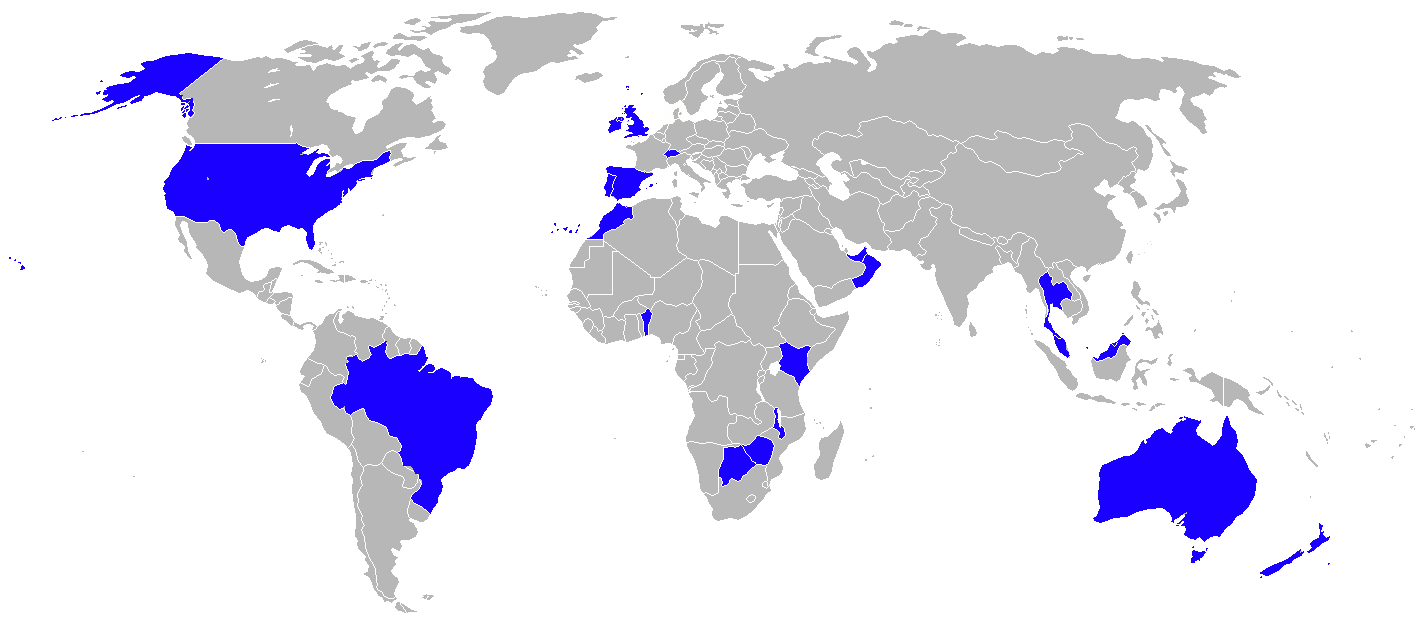
Użytkownicy haubic L118, L119 i M119

L118 Light Gun – brytyjska haubica holowana kalibru 105 mm, opracowana w latach 70. XX wieku na potrzeby British Army. Haubice L118 były używane m.in. podczas wojny falklandzkiej, wojny w Bośni, wojny w Afganistanie oraz I i II wojny w Zatoce Perskiej.
Na podstawie L118 skonstruowano haubicę L119 ze zmienioną lufą, którą w armii brytyjskiej wykorzystywano wyłącznie do treningu. Działa L118 i L119 eksportowano do wielu krajów, m.in. do Stanów Zjednoczonych, gdzie zmodyfikowana wersja haubicy L119 służy pod nazwą M119A1.